# Liste des sous-marins de la Norvège
La liste des sous-marins de la Norvège rassemble les sous-marins commandés ou exploités par la Marine royale norvégienne au fil des ans.

## Avant-guerre
- KNM Kobben (1909)

## Première Guerre mondiale

### Classe A
- A-2
- A-3
- A-4

## Entre-deux-guerres

### classe B
- B-1 (1922-1946)
- B-2 (1923-1940)
- B-3 (1923-1940)
- B-4 (1923-1940)
- B-5 (1929-1940)
- B-6 (1929-1940)

## Seconde Guerre mondiale

### Classe U
Deux sous-marins de classe Umpire de la Royal Navy ont été transférés à la Norvège par les Britanniques :
- HMS P41[Note 1] : transféré à la Marine royale norvégienne le 7 décembre 1941 et rebaptisé HNoMS Uredd[Note 2]. Il est coulé le 10 février 1943 dans un champ de mines allemand.
- HMS Varne (Pennant number : P66) transféré avant sa mise en service et rebaptisé HNoMS Ula.

### Classe V
Quatre sous-marins de classe V de la Royal Navy ont été transférés à la Norvège par les Britanniques. Seul le Utsira a été transféré avant d’être achevé. Les autres l’ont été après la guerre.
- HMS Venturer (P68) : transféré en 1946 sous le nom de KNM Utstein[1]. Ferraillé en Norvège en janvier 1964.
- HMS Viking (P69) : transféré en 1946 sous le nom de KNM Utvaer[2]. Démoli le 11 avril 1949.
- HMS Variance (P85) : transféré dès son achèvement, le 24 août 1944, sous le nom de KNM Utsira. Démoli à Hambourg en 1965[3].
- HMS Votary (P29) : transféré en 1946 sous le nom de KNM Uthaug[4].

## Guerre froide
La construction d'une nouvelle flotte dans les années 1960 fut rendue possible grâce à un soutien économique substantiel des États-Unis. Pendant la guerre froide, la Marine royale norvégienne fut optimisée pour la protection des eaux côtières, afin de rendre une invasion par la mer aussi difficile et coûteuse que possible. Avec cette mission à l'esprit, le RNoN se composait d'un grand nombre de petits vaisseaux et jusqu'à 15 petits sous-marins diesel-électriques. Depuis la fin de la guerre froide, elle les a remplacés par des navires moins nombreux mais plus grands et plus puissants.

### Classe Kobben
- KNM Kaura (S-315) : Mis en service en 1965. Transféré en 1991 au Danemark pour les pièces détachées.
- KNM Kinn (S-316) : Mis en service le 8 avril 1964. Sabordé en 1990 au Bjørnafjord.
- KNM Kya (S-317) : Mis en service le 15 juin 1964. Transféré en 1991 au Danemark en tant que HDMS Springeren.
- KNM Kobben (S-318) : Mis en service le 15 août 1964. Transféré à la Pologne en 2002 pour les pièces détachées, et transféré le 17 décembre 2011 à l'Académie Maritime de Gdynia (Akademia Marynarki Wojennej) pour la formation des équipages[5].
- KNM Kunna (S-319) : Mis en service le 29 octobre 1964. Transféré à la Pologne en 2003 en tant que ORP Kondor (1964). Retiré du service le 20 décembre 2017 [6].
- KNM Ula (S-300) : Mis en service en 1965. Renommé Kinn (S-316) en 1987, démoli en 1998.
- KNM Utsira (S-301) : Mis en service en 1965. Démoli en 1998.
- KNM Utstein (S-302) : Mis en service en 1965. Transféré au Musée de la marine royale norvégienne à Horten en 1998 en tant que navire musée.
- KNM Utvær (S-303) : Mis en service en 1965. Transféré au Danemark en 1989 en tant que HDMS Tumleren (S322).
- KNM Uthaug (S-304) : Mis en service en 1965. Transféré au Danemark en 1990 en tant que HDMS Sælen (S323), maintenant navire musée.
- KNM Sklinna (S-305) : Mis en service en 1966. Reconditionné en 1989, démoli en 2001.
- KNM Skolpen (S-306) : Mis en service en 1966. Transféré à la Pologne en 2002 en tant que ORP Sęp.
- KNM Stadt (S-307) : Mis en service en 1966. Démoli en 1989.
- KNM Stord (S-308) : Mis en service en 1967. Transféré à la Pologne en 2002 en tant que ORP Sokół.
- KNM Svenner (S-309) : Mis en service en 1967. Transféré à la Pologne en 2003 en tant que ORP Bielik.

## Epoque moderne

### Classe Ula

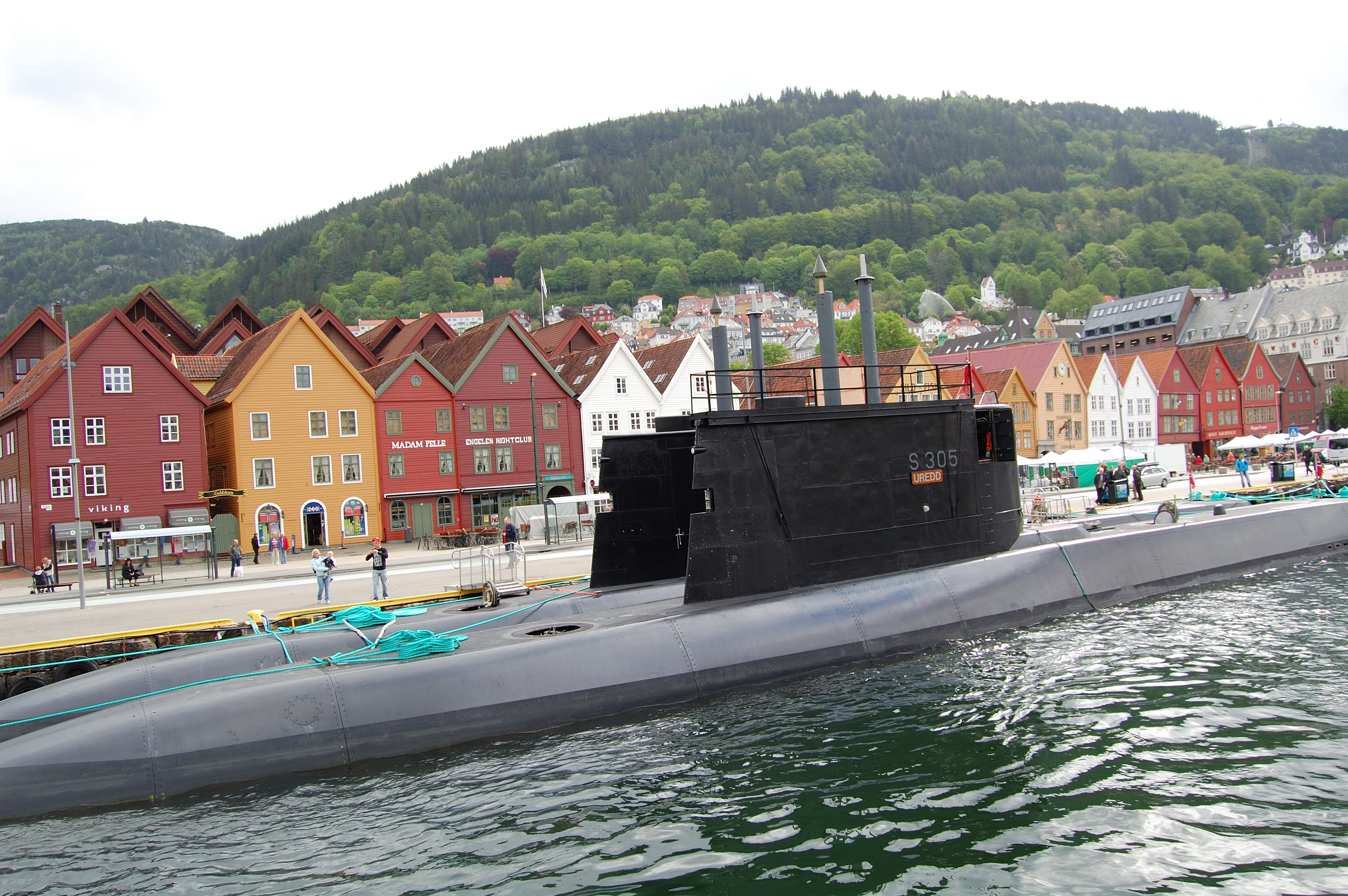
Les KNM Uthaug (S304) et Uredd (S305).

Ces sous-marins, fabriqués par ThyssenKrupp Marine Systems (TKMS) ont été mis en service entre 1989 et 1992.
- KNM Ula (S300)
- KNM Utsira (S301)
- KNM Utstein (S302)
- KNM Utvær (S303)
- KNM Uthaug (S304)
- KNM Uredd (S305)

### Type 212
Le chantier naval allemand ThyssenKrupp Marine Systems est sélectionné le 3 février 2017 pour la construction de quatre sous-marins U-212 NG, le contrat devant être signé en 2019. Les premiers bâtiments seront mis en service à compter de 2025 au moment où les sous-marins de la classe Ula seront arrivés en bout de course.